# Agent antiestàtic
Un agent antiestàtic és un compost químic usat per al tractament de materials o de les seves superfícies per tal de reduir o eliminar la formació de l'electricitat estàtica generalment causada per l'efecte triboelèctric. La seva funció és fer la superfície o el mateix material menys conductor ja sia per la mateixa conductivitat o per absorbir la humitat de l'aire, per tants es poden fer servir alguns humectants. Les molècules d'un agent antiestàtic sovint tenen zones hidròfiles i hidròfobes, similars a les d'un surfactant; el costat hidròfob interacciona amb les superfícies del material, mentre que el costat hidròfil interacciona amb la humitat de l'aire i enllaça les molècules d'aigua.
Els agents antiestàtics interns estan dissenyats per a ser mesclats directament dins el material, els agents antiestàtics externs s'apliquen sobre la superfície.
Els agents antiestàtics comuns estan basats en amines alifàtiques de cadena llarga (opcionalment etoxilades) i amides, sals d'amoni quaternari (p.e., clorur de behentrimoni o betaïna de cocamidopropil), èsters d'àcid fosfòric, èsters de polietilè glicol, o poliols. Una capa de l'òxid d'indi es pot usar com antiestàtic transparent en les finestres. També és possible usar polímers conductors com PEDOT:PSS i nanofibres de polímers conductors, particularment nanofibres de polianilina.
També s'afegeixen agents antiestàtics als combustibles d'alguns avions militars per evitar que es facin espurnes.